# Eleccions a les Juntes Generals del País Basc de 2015
Les eleccions a les Juntes Generals del País Basc de 2015 () van tindre lloc el diumenge 24 de maig de 2015, elegint-se els membres de les Juntes Generals d'Àlaba, Biscaia i Guipúscoa.
Al llarg de la mateixa jornada, es celebraren també eleccions a la majoria dels Parlaments Autonòmics d'Espanya (amb l'excepció dels parlaments del País Basc, Galícia, Catalunya i Andalusia); a les assemblees de Ceuta i Melilla; als Capítols Insulars canaris; als Consells Insulars balears; al Consell General d'Aran; i als Consells de Navarra; així com les eleccions municipals espanyoles.

## Àlaba
| Partit       | Partit                                          | Vots    | %     | Escons  | +/– | Cap de llista            |
| ------------ | ----------------------------------------------- | ------- | ----- | ------- | --- | ------------------------ |
|              | Partit Popular                                  | 35.335  | 21,99 | 12 / 51 | 4   | Javier de Andrés Guerra  |
|              | Partit Nacionalista Basc                        | 34.705  | 21,60 | 13 / 51 | =   | Ramiro González Vicente  |
|              | Euskal Herria Bildu                             | 32.716  | 20,36 | 11 / 51 | =   | Kike Fernández de Pinedo |
|              | Podem                                           | 23.393  | 14,56 | 8 / 51  | Nou | n/a                      |
|              | Partit Socialista d'Euskadi - Euskadiko Ezkerra | 17.991  | 11,20 | 5 / 51  | 4   | María Cristina González  |
|              | Irabazi-Guanyar Àlava                           | 5.953   | 3,70  | 1 / 51  | Nou | José García-Moreno       |
|              | Ciutadans - Partit de la Ciutadania             | 4.982   | 3,10  | 1 / 51  | Nou | n/a                      |
|              | Ikune                                           | 1.764   | 1,05  | 0 / 51  | Nou | n/a                      |
|              | Unió, Progrés i Democràcia                      | 1.079   | 0,67  | 0 / 51  | =   | n/a                      |
|              | Vox                                             | 118     | 0,07  | 0 / 51  | Nou | n/a                      |
| Total        | Total                                           | 160.689 | 98,40 | 51      | =   |                          |
|              |                                                 |         |       |         |     |                          |
| Vots vàlids  | Vots vàlids                                     | 160.689 | 98,40 |         |     |                          |
| Participació | Participació                                    | 163.310 | 65,65 |         |     |                          |
| Cens         | Cens                                            | 248.760 |       |         |     |                          |
| Font:        |                                                 |         |       |         |     |                          |

## Biscaia
| Partit       | Partit                                        | Vots    | %     | Escons  | +/– | Cap de llista           |
| ------------ | --------------------------------------------- | ------- | ----- | ------- | --- | ----------------------- |
|              | Partit Nacionalista Basc                      | 212.656 | 37,63 | 23 / 51 | 1   | Unai Rementeria Maiz    |
|              | Euskal Herria Bildu                           | 106.575 | 18,86 | 11 / 51 | 1   | Josu Unanue Astoreka    |
|              | Podem                                         | 82.107  | 14,53 | 6 / 51  | Nou | n/a                     |
|              | Moviment Comunista del País Valencià          | 206     | 1,61  | 0 / 21  | Nou | Rosa Hernández Ruiz     |
|              | Organització Revolucionària dels Treballadors | 134     | 1,05  | 0 / 21  | Nou | Francisco Ocaña Jiménez |
| Total        | Total                                         | 12.807  | 99,6  | 21      | =   |                         |
|              |                                               |         |       |         |     |                         |
| Vots vàlids  | Vots vàlids                                   | 12.854  | n/a   |         |     |                         |
| Participació | Participació                                  | 12.988  | 66,6  |         |     |                         |
| Cens         | Cens                                          | 19.509  |       |         |     |                         |
| Font:        |                                               |         |       |         |     |                         |

## Guipúscoa
| Partit       | Partit                                        | Vots   | %     | Escons | +/– | Cap de llista             |
| ------------ | --------------------------------------------- | ------ | ----- | ------ | --- | ------------------------- |
|              | Partit Socialista Obrer Espanyol              | 5.340  | 41,70 | 9 / 21 | Nou | José Morales Gracia       |
|              | Unió de Centre Democràtic                     | 3.886  | 30,34 | 7 / 21 | Nou | Jesús López Soler         |
|              | Partit Comunista d'Espanya                    | 3.241  | 25,31 | 5 / 21 | Nou | Francisco Serrano Giménez |
|              | Moviment Comunista del País Valencià          | 206    | 1,61  | 0 / 21 | Nou | Rosa Hernández Ruiz       |
|              | Organització Revolucionària dels Treballadors | 134    | 1,05  | 0 / 21 | Nou | Francisco Ocaña Jiménez   |
| Total        | Total                                         | 12.807 | 99,6  | 21     | =   |                           |
|              |                                               |        |       |        |     |                           |
| Vots vàlids  | Vots vàlids                                   | 12.854 | n/a   |        |     |                           |
| Participació | Participació                                  | 12.988 | 66,6  |        |     |                           |
| Cens         | Cens                                          | 19.509 |       |        |     |                           |
| Font:        |                                               |        |       |        |     |                           |